# الدوري الهولندي الدرجة الأولى
دوري الدرجة الأولى الهولندي لكرة القدم (بالهولندية: Eerste Divisie) وهو الدوري الوطني الثاني لكرة القدم بعد الدوري الهولندي الممتاز، تأسس هذا الدوري في سنة 1956 ويلعب في هذا الدوري 20 نادي، النادي الذي يحتل المرتبة الأولى في هذا الدوري يتأهل مباشرة إلى الدوري الهولندي الممتاز ويتأهل نادي آخر من هذا الدوري بخوض التصفيات أما ويتأهل نادي آخر في حال فوزه على صاحب المرتبة 16 في الدوري الهولندي الممتاز وآخر نادي في هذا الدوري ينزل إلى الدوري الهولندي لكرة القدم الدرجة الثالثة. آخر فائز بهذا الدوري هو نادي كامبور في موسم 2012-2013.